# Шабуцкий, Сергей Сергеевич
Серге́й Серге́евич Шабу́цкий (род. 3 февраля 1976 года, Москва) — российский поэт, переводчик, журналист.

## Биография
По образованию лингвист, в 1999 году окончил Отделение теоретической и прикладной лингвистики филологического факультета МГУ.
В качестве журналиста работал в изданиях «Антенна», «Московский церковный вестник», «НГ-Религии» и др. Входил в редколлегию журнала «Иностранная литература».
Стихи и рассказы публиковались журналах «Дружба Народов», «Знамя», «Homo Legens», «Интерпоэзия», «Зеркало», «Шо», «Осколки», «Молодость», интернет-журналах «Топос», «Пролог» и др. сетевых изданиях. Участник Форума молодых писателей в Липках, финалист Первого межрегионального Турнира поэтов в Перми (март 2008). В 2011 году вошел в лонг-лист премии «Дебют» в номинации «поэзия» с поэмой «Переносимо» и подборкой стихотворений.
В начале 2016 года вышел первый поэтический сборник «Придёт серенький волчок, а в кроватке старичок», в который вошли стихи разных лет и поэмы «Переносимо» и «Пусто-пусто». В презентации сборника приняли участие поэты Сергей Гандлевский, Данила Давыдов, Андрей Егоров, Владимир Жбанков, Геннадий Каневский, Алексей Кащеев, лингвист Владимир Плунгян и др.. В июне 2017 года стал лауреатом литературной премии MyPrize для русскоязычных поэтов (1-е место).
Выступает также как переводчик прозы и поэзии с английского языка, главным образом совместно с Екатериной Поляковой (Шабуцкой).
Автор и исполнитель песен, выступал в группах «Кремни», «Сундуб» (вокал, гитара).
Член Союза журналистов России.
Член Союза писателей Москвы.

### Семья
- Отец — Сергей Вениаминович Шабуцкий (род. 1944), историк по образованию; поэт, автор и исполнитель песен[10][11].

## Творчество

### Переложение 66-го сонетаШекспира
Одним из наиболее известных произведений является вольное переложение 66-го сонета Шекспира. Он был опубликован в журнальной подборке стихов в 2008 году, однако в интернете стал известен за несколько лет до этого. В рецензии на антологию современных переводов Шекспира, вышедшую в 2004 году, Леонид Костюков выразил сожаление, что текста Шабуцкого и других аналогичных текстов в антологии нет, поскольку в таких переводах «мы могли бы иметь дело с некоей сущностной, не побоимся умного слова, имманентной современностью, выраженной не в дате под переводом, а внутри стихотворения». Данный перевод как образец «ответственной позиции писателя» упоминает и Евгений Ермолин.
Высоко оценил работу Шабуцкого Геннадий Красухин, который каждую главу своей новой книги назвал по строке этого стихотворения и в предисловии отозвался о нём так:
Для меня несомненно одно: стихотворение Сергея Шабуцкого — редчайший нынче случай настоящей поэзии. Его удивительная интонация передалась мне, зазвучала во мне. И я (чего со мной уже очень давно не было) заболел им. Вытвердил его наизусть и твержу, твержу про себя... Такое впечатление, что Сергей Шабуцкий подслушал мои чувства. Только вот озвучил их по-своему, на сленге своего поколения. Что, конечно, понятно: он ведь о своих, а не о моих ощущениях написал. У каждого своя жизнь. И у каждого поколения своя. И вот до того достало меня стихотворение Шабуцкого, что захотелось мне рассказать о своей жизни, отталкиваясь от каждой его строчки... Чем жил, о том и написал — откомментировал каждую строчку стихотворения Сергея Шабуцкого на свой лад.

### Первый сборник (2016)
Критиком Еленой Погорелой книга была названа «портретом героя поколения сорокалетних». В своей рецензии она отмечает «точную и тонкую иронию автора», «шестидесятническую интонацию диалога, доверительного и открытого обращения к читателю, с которым Шабуцкий готов поделиться остроумными, хотя и довольно болезненными, наблюдениями и признаниями», при этом в исполнении Шабуцкого самоустранении автора при обсуждении сложных вопросов не происходит: «личное признание остаётся личным признанием, тем более ценным, что вбирает в себя приметы текущего времени — и соответственно добавляет штрихи к портрету героя поколения сорокалетних».
Геннадий Каневский, также сравнивая Шабуцкого с поэтами-шестидесятниками, подчеркивает два основных сходства. Во-первых, «он пишет только и исключительно о трёх вещах, к которым в пределе и сводится художественное письмо: о рождении, о любви и о смерти»:8. Кроме того, стихи Шабуцкого «достаточно прямы, лишены ребусности, которая в современной поэзии гостит нередко» — однако «это не простая прямота», а скорее «взгляд подростка, который порой в пылу повествования заговаривается, ставит в строку неожиданное слово, а потом, перечитывая, сам осознаёт неожиданный, скрытый от него ранее, смысл»:9. В свою очередь, Олег Дозморов отметил, что в стихах автора «заложена не литературная, а человеческая оригинальность, что ценно в наше время. На уровне темы это часто стихотворение-загадка, которую нужно разгадать. Иногда непонятно, о чём речь, пока не прозвучала последняя строчка»:16.
По мнению Льва Оборина, отметившего в книге наличие нескольких предисловий других поэтов, стихи книги «состоятельны и не нуждаются в благословениях, а интонация автора узнаваема». Важным мотивом поэзии Шабуцкого критик назвал «трагическое по своей сути вышучивание смерти, этого превращения живого человека в безжизненный свёрток»: поэт «предлагает языковую и стилистическую игру в качестве терапии боли, и важно, что такая терапия способна помочь не только самому пишущему». На этот мотив указывается и в других отзывах: так, Ия Кива пишет о том, что «тема взросления, мучительного, страшного, стыдного — одна из центральных в книге», и что «в поле зрения автора то и дело попадают такие явления, как смерть, страх, болезнь, боль», при этом в разговоре на данные темы «Шабуцкий выбирает иронию и последовательное обращение к детскому дискурсу».

## Отзывы о творчестве
- Василина Орлова[20]:

Стихи Сергея Шабуцкого, при высоком накале трагедийности, дышат мягким юмором.
- Мария Галина[4]:

Сергей Шабуцкий — поэт, в чьих стихах человеческое и этическое существует на равных с поэтическим, и именно это, как ни странно, тот достаточно редкий признак, который выделяет его из массы остальных поэтов; и, кстати, обеспечивает симпатии читателей.
- Данила Давыдов[4]:15:

В стихах Сергея Шабуцкого остроумие и элементы языковой игры оказываются отнюдь не самоцелью, но лишь орнаментом на глубоко трагическом по своей сути восприятии мира.
- Олег Дозморов[4]:16:

…стихи Шабуцкого построены по такой схеме: нас предъявляется некая загадка, и мы должны её разгадать. Но это только начало игры, и я не уверен, что сам автор знает ответ во многих случаях, потому что загадка лингвистическая. Это наборматывание в форме детской считалки.
- Ия Кива[19]:

…его стихи достаточно точно отражают образ современного интеллигентного человека его возраста. Это мальчишка, воспитанный на советской литературе, на не модных ныне идеалах порядочности, честности и мужества. Отсюда, видимо, и присущее его текстам двоемирие (не в романтическом, конечно, смысле). Это постоянный процесс распада на детство (с одной системой ценностей) и постдетство (с совершенно иной системой ценностей), напряжённое состояние поиска опоры — человеческой, экзистенциальной, аксиологической.

## Переводы
- 66-й сонет Шекспира: Пер. С. Шабуцкого
- Кеннет Дж. Харви. Город, который забыл, как дышать. (The Town That Forgot How to Breath.) / Пер. с англ.: Екатерина Шабуцкая, Сергей Шабуцкий. М.: Амфора, 2005. — 608 с. ISBN 5-94278-821-9
- Кеннет Дж. Харви. Брад. (Brud.) / Пер. с англ.: Екатерина Шабуцкая, Сергей Шабуцкий. М.: Амфора, 2006. — 336 с. ISBN 5-367-00070-3
- Джанет Малколм[англ.]. А кому-то нравится / Пер. с англ. Ольги Ольговой и Сергея Шабуцкого // «Иностранная литература». 2010. № 5. — С. 247—256.
- Келлерман, Джесси. Гений: роман / пер. с англ. Е. и С. Шабуцких. М.: Phantom press, 2011. — 414, [1] с. (Kellerman, Jesse. The genius.) ISBN 978-5-86471-579-6
- Карной, Дэвид. Музыка ножей: роман / пер. Е. и С. Шабуцких. М.: Phantom press, 2012. — 382, [1] с. (Carnoy, David. Knife music.) ISBN 978-5-86471-630-4
- Уолтер, Джесс. Великолепные руины: роман / пер. с англ. Е. и С. Шабуцких. М.: Phantom press, 2014. — 413, [2] с. (Walter, Jess. Beautiful Ruins.) ISBN 978-5-86471-677-9